# Rupes Tenuis

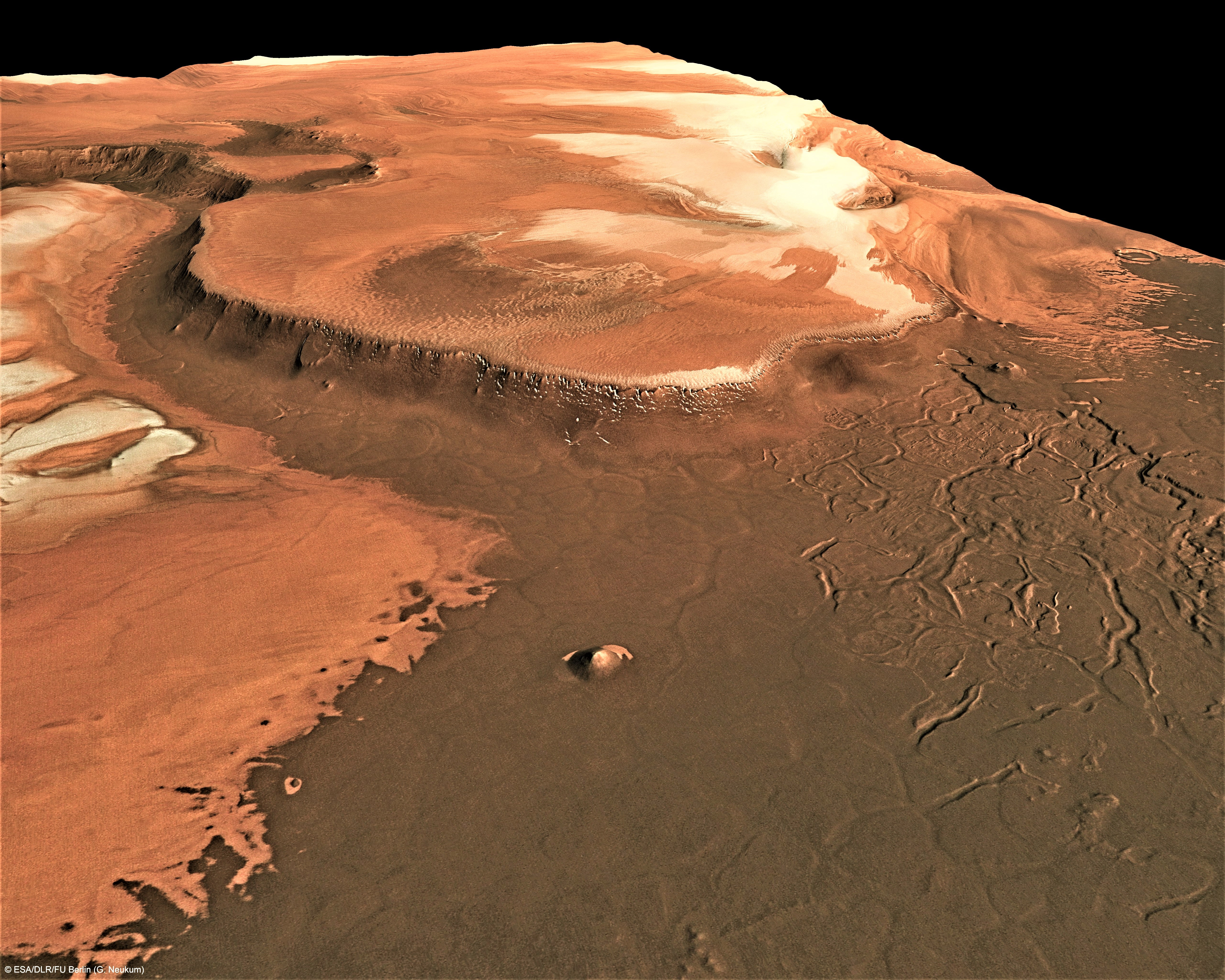
Obraz z należącej do ESA sondy Mars Express, na którym widać klif Rupes Tenuis (na lewo).

Rupes Tenuis – klif na powierzchni Marsa. Centrum Rupes Tenuis znajduje się na ♂ 81,69°N 85,47°W/81,690000 -85,470000 współrzędnych marsjańskich. Uskok ten ma długość 669,03 km. Rupes Tenuis znajduje się na południowym skraju północnego bieguna Marsa. Region ten jest pokryty marsjańskim śniegiem.
Decyzją Międzynarodowej Unii Astronomicznej nadana w 1988 roku nazwa tego obszaru pochodzi z mitologii rzymskiej.